# Joop van Oosterom

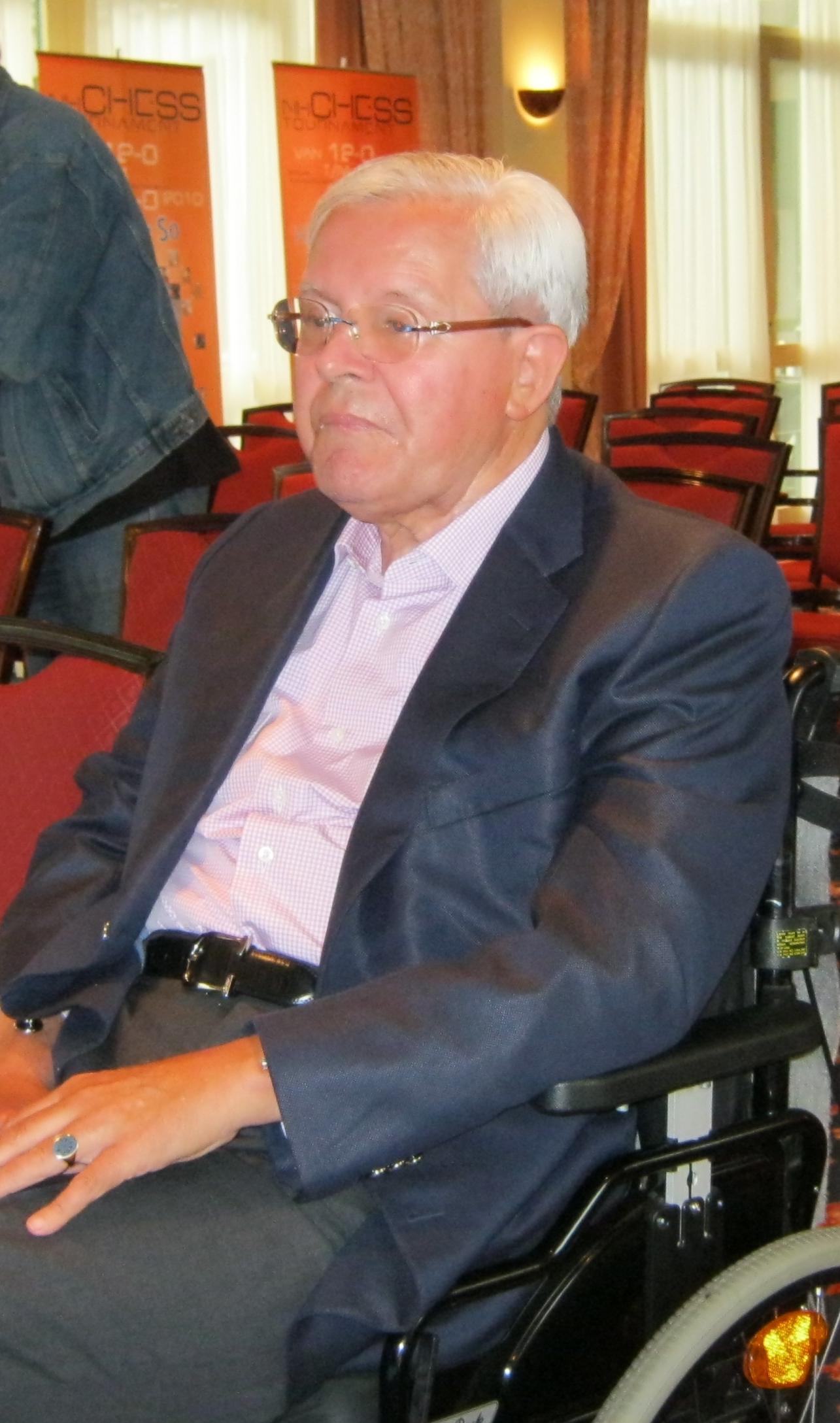
Joop van Oosterom, 2010

Joop van Oosterom (* 12. Dezember 1937 in Hilversum; † 22. Oktober 2016 in Monaco) war ein niederländischer Unternehmer, Schachspieler und Karambolageliebhaber. Er war zweimaliger Fernschachweltmeister.

## Leben
1955 wurde er im Schach Jugendmeister der Niederlande und belegte bei der Jugend-Weltmeisterschaft im gleichen Jahr in Antwerpen den 7. Platz – Sieger wurde der spätere Schachweltmeister Boris Spasski. Bei der Studentenweltmeisterschaft in Leningrad 1960 erzielte van Oosterom 7 Punkte aus 13 Partien. Statt eine Karriere als Profischachspieler anzustreben, gründete er nach Abschluss seines Studiums 1966 die IT-Firma Volmac. 1988 verkaufte er seine Anteile daran. Mit einem Vermögen von etwas über 1 Milliarde Euro zählte er zu den reichsten zehn Niederländern. Capgemini kaufte Volmac 1992. Nach einem Schlaganfall war er ab 1993 auf einen Rollstuhl angewiesen und lebte zurückgezogen von der Öffentlichkeit.

## Fernschach
Da er während seiner Berufstätigkeit kaum noch Zeit für Turnierschach hatte und lediglich einige Partien in Mannschaftskämpfen für seinen Verein HSG Hilversum spielen konnte, wandte er sich zunehmend dem Fernschach zu. Dort gewann er 1980 die niederländische Meisterschaft, 1982 wurde er Zweiter hinter Gert Jan Timmerman. Für die Niederlande spielte er 1988 an Brett 1 bei der Europa-Mannschaftsmeisterschaft (5,5 Punkte aus 8 Partien) sowie 1992 an Brett 2 bei der Fernschach-Olympiade (10 Punkte aus 12 Partien). 1993 wurde er zum Fernschach-Großmeister ernannt.
Nachdem er bei der 2002 abgeschlossenen 15. Weltmeisterschaft den 2. Platz hinter Timmerman erreichte, gelang es ihm 2005 bei der 18. Weltmeisterschaft, den Titel mit einem Vorsprung von 1,5 Punkten zu gewinnen. Bei der 21. Fernschach-Weltmeisterschaft gelang ihm 2007 sein zweiter Titelgewinn. Er erzielte 10 Punkte aus 14 Partien. Mit einer Elo-Zahl 2712 (aus 252 Partien) führte van Oosterom im Januar 2011 die ICCF-Weltrangliste an.
Nach eigener Aussage standen ihm beim Fernschach die „schnellsten Computer und die besten Großmeister“ als Ratgeber zur Verfügung. Obwohl dies nach den Fernschachregeln zulässig ist, kritisierte der niederländische Großmeister Hans Ree im NRC Handelsblad, van Oosterom habe sich seine Erfolge dadurch erkauft. Tim Krabbé merkte sogar an, die Partien seien in Wirklichkeit von Jeroen Piket gespielt worden. Der ehemalige Fernschachweltmeister Horst Rittner (für die DDR, 1971) berichtet, dass er ebenso wie andere Teilnehmer von Turnieren, an denen van Oosterom teilnahm, durch anonyme Briefe aus Holland gewarnt wurde: Demnach beschäftige van Oosterom zwei holländische Großmeister, denen er umgerechnet 500 DM pro Zug zahlen würde.

### Partie
Die folgende Partie gewann Van Oosterom im Finale der 18. Fernschach-Weltmeisterschaft.
Van Kempen - Van Oosterom
1. e4 c5 2. Sf3 d6 3. d4 cxd4 4. Sxd4 Sf6 5. Sc3 a6 6. Le3 der englische Angriff in der Najdorf-Variante, ECO-Code B90 6. … e5 7 .Sb3 Le6 8. f3 Le7 9. Dd2 0–0 10. 0–0–0 Dc7 11. g4 Sbd7 12. g5 Sh5 13. Sd5 Lxd5 14. exd5 a5 15. Kb1 a4 16. Sc1 f6 17. g6 hxg6 18. Dg2 a3 19. Dxg6 axb2 20. Sb3 f5 21. Lh3 nach 21. Dxh5 Txa2 hätte Schwarz starken Angriff 21. … Sb6 22. Dxh5 Sc4 23. Lxf5 Txf5 24. Dxf5 Sxe3 25. Dd3 Sc4 Schwarz verzichtet darauf, den Turm auf d1 zu nehmen, und spielt weiter auf Königsangriff 26. Sd2 Sxd2+ 27. Txd2 Da5 28. a3 Dc5 29. Kxb2 Weiß ist es endlich gelungen, den gefährlichen Bauern b2 zu beseitigen, aber mit seinem nächsten Zug öffnet Schwarz entscheidend die lange Diagonale für seinen Läufer 29. … e4 30. Db3 Lg5 31. Te2 Lf6+ 32. c3 exf3 33. Td2 Te8 34. Ka2 b5 35. Tc2 Kh7 36. Thc1 Te3 37. Tb2 Lxc3 38. Dxb5 Dd4 39. Tbc2 Kh6 40. h4 Te2 41. Kb3 Ld2 42. Tf1 De3+ Weiß gibt auf, 0:1.

## Mäzen
Van Oosterom betätigte sich zudem als Mäzen. In den Niederlanden sponserte er bereits in den 1970er-Jahren den Verein Volmac Rotterdam. Von 1992 bis 2011 richtete er in seiner Wahlheimat Monaco das nach seiner Tochter Melody Amber benannte, hoch dotierte Schachturnier aus, in denen Weltklassespieler im Schnellschach und Blindschach antraten. Außerdem veranstaltete er Wettkämpfe der besten Schachspielerinnen gegen Senioren, für die er auch Exweltmeister wie Wassili Smyslow und Boris Spasski verpflichtete, sowie das NH Chess Tournament, bei dem Jungtalente gegen erfahrene Großmeister spielten.
Von 1994 bis 2011 richtete er ebenfalls in Monaco und im benachbarten Nizza das Crystal Kelly Turnier im Dreiband aus. Das nach seiner anderen Tochter benannte Turnier galt unter den Spielern als inoffizielle Weltmeisterschaft. Das Turnier war ein Einladungsturnier, zu dem die besten Dreibandspieler der Welt eingeladen wurden, darunter die Weltmeister Raymond Ceulemans, Torbjörn Blomdahl, Dick Jaspers und Frédéric Caudron. Es war eines der höchstdotierten Turniere der Geschichte; übertroffen wurden die Preisgelder erst 2018 bei dem vom US-Milliardär Robert Mercer ausgerichteten McCreery Dreiband Champion of Champions.